# Richard Schoemaker
Richard Leonard Arnold Schoemaker (ur. 5 października 1886 w Roermond, zm. 3 maja 1942 w Sachsenhausen) – szermierz reprezentujący Holandię, uczestnik letnich igrzysk olimpijskich w 1908 roku.

## Biografia
Służył jako inżynier w Królewskiej Niderlandzkiej Armii Indii Wschodnich (Koninklijk Nederlands Indisch Leger). Był również profesorem architektury na Instytucie Technologii w Bandungu i Uniwersytecie Technicznym w Delfcie. W czasie II wojny światowej należał do holenderskiego ruchu oporu, przez co został zesłany do obozu koncentracyjnego Sachsenhausen (KL), gdzie zmarł. 
Jedna z ulic obok kampusu Uniwersytetu Technicznego w Delfcie nosi jego imię (Schoemakerstraat).